# Richard Goz
Pour les articles homonymes, voir Goz.
Richard Goz, mort vers 1082, est un baron normand du XIe siècle, vicomte de l'Avranchin.

## Biographie
Son ascendance est certainement scandinave. Son père est Thorstein Goz (Turstenus, cognomento Guz Ansfridi Dani filius), vicomte, actif entre 1015 et 1040, et son grand-père présumé est un certain Ansfridus Danus (Ansfroi le Danois).
Le duc Guillaume le Conquérant lui confie la vicomté d'Avranches, avant 1046. Pour C. Warren Hollister, c'est seulement après la chute de Guillaume Werlenc vers 1055-56 que Richard reçoit ce territoire. Richard est peut-être alors seigneur de Creully. Il se voit aussi confier le château de Saint-James-de-Beuvron, construit par le duc Guillaume, peu après la guerre contre les Bretons de 1064.
Selon certaines listes, Richard Goz était au nombre des compagnons de Guillaume le Conquérant à la bataille d'Hastings en 1066. Ce n'est pas son jeune fils Hugues qui est le « vicomte Hugues » qui envoie trente navires se joindre à la flotte de Guillaume le Conquérant.
Entre 1070 et 1079, Richard est impliqué dans un jugement entre Raoul Tesson et l'abbaye de Fontenay. Vers 1076, il est l'un des juges qui prononcent une sentence contre Robert Bertram.
Richard Goz meurt vers 1082.

## Famille et descendance
Il épousa une certaine Emma dont l'identité n'est pas certaine, peut-être la fille de d'Herluin de Conteville et d'Herlève, et sœur de Robert de Mortain et d’Odon de Bayeux. Ensemble, ils eurent :
- Hugues le Loup († 1101), comte de Chester ;
- Hellisende, qui épouse Guillaume II d'Eu ;
- Gilbert d'Avranches, seigneur de Marcey[6] ;
- Maud ou Mathilde, qui épouse Ranulf, vicomte du Bessin ;
- Judith, qui épouse Richard de l'Aigle[7], dont Gilbert de l'Aigle ;
- plusieurs autres filles.